# Cotylorhiza paciifica
Cotylorhiza paciifica är en manetart som beskrevs av Mayer 1915. Cotylorhiza paciifica ingår i släktet Cotylorhiza och familjen Cepheidae. Inga underarter finns listade i Catalogue of Life.